# コーダライン
コーダライン (英: Kodaline) とは、アイルランドのオルタナティヴ・ロックバンドである。2012年にEP盤『The Kodaline EP』でデビューを飾り、2013年には1stアルバム『In a Perfect World』を発表している。アイルランドの公式アルバムチャートにて初登場1位を記録した。以前の名前は"21 Demands"。

## ディスコグラフィー

### アルバム
| 2013                                      | In a Perfect World | - 発売日: 2013年6月17日 - レーベル: RCA, B-Unique - フォーマット: CD, digital download - 全英売上: 21.9万枚 | 1 | 24 | 44 | 8  | —  | 8  | 3  | - IRE: 2× プラチナ - SWI: ゴールド - UK: ゴールド |
| 2015                                      | Coming Up for Air  | - 発売日: 2015年2月9日 - レーベル: RCA, B-Unique - フォーマット: CD, digital download                       | 1 | 37 | 44 | 13 | 23 | 4  | 4  | - UK: シルバー                                    |
| 2018                                      | Politics of Living | - 発売日: 2018年9月28日 - レーベル: Sony - フォーマット: CD, digital download                               | 1 | —  | 49 | 86 | —  | 11 | 15 |                                                   |
| "—"は未発売またはチャート圏外を意味する。 |                    | |   |    |    |    |    |    |    |                                                   |